# Сандовский муниципальный округ
Са́ндовский муниципальный округ (карел. Sandovan piiri) — административно-территориальная единица и муниципальное образование (муниципальный округ) на северо-востоке Тверской области России.
Административный центр — посёлок Сандово.

## География

### Территория
Округ находится на севере Тверской области. Граничит на севере с Пестовским районом Новгородской и Устюженским районом Вологодской области, а также на западе с Лесным районом, на востоке с Весьегонским районом, на юге с Молоковским и Максатихинским округами Тверской области.
Площадь Сандовского округа 1603 км², что составляет 1,9 % от территории области. По состоянию на 2004 год 87779 гектаров (877,8 км²) занимают леса (более 54 % площади района), 58113 гектаров (581,1 км²) сельхозугодий, 5093 гектара (50,9 км²) болот, 886 гектаров (8,9 км²) под водой.

### Рельеф
По характеру рельефа округ относится к восточному возвышенному району области. Западная и юго-западная его части входят в пределы Северо-Моложской низины, имеющей общий слабый уклон на север. Пониженные участки в бассейне р. Мологи представляют собой плоские песчаные равнины, в значительной части заболоченные. Самое низкое место в районе — правый берег Мологи, 114 м над уровнем моря. Юго-восточная часть района расположена в пределах Овинищенской возвышенности. Самая высокая точка в округе — безымянный холм у деревни Грядки, высота 234 м над уровнем моря. В районе много и других холмов — у с. Старое Сандово (214 м), Топорово (214 м), Тухани (201 м), Туково (201 м) и др. Климат района умеренно континентальный.

### Гидрография
Сандовский округ расположен в бассейне реки Волги. Основные реки — Молога, Ратыня, Мелеча, Реня. Западная, центральная и южная части округа расположены в бассейне реки Мологи, протекающей по западной границе Сандовского округа с Лесным округом. Через округ протекают много небольших рек и ручьев.
Река Ратыня — приток Мологи, исток у деревни Кстинкино, на границе области, в 5 км к северу от Сандово, протекает в юго-западном направлении устье у дер. Тюхтово, на границе с Лесным районом. В южной части округа протекает река Мелеча из бассейна Волги и множество её притоков.
В восточной и северо-восточной частях округа в западном направлении протекают река Реня (исток у деревни Малая Попиха, впадает в Рыбинское водохранилище), а также её приток Радуга и другие реки бассейна Рени. Южная часть округа — бассейн реки Мелеча, которая впадает в реку Осень, а та — в Мологу.
В округе есть небольшие озера — Старосандовское озеро (центр района, окрестности с. Старое Сандово), в юго-западной части округа — Раменецкое озеро (недалеко от деревень Раменец и Крылово), Горковское озеро (между деревнями Горка и Лунёво).

## История
История края начинается с села Сандово (ныне — Старое Сандово), которое упоминается в переписных книгах в 1500 году. По территории нынешнего Сандовского округа проходил торговый тракт Устюжна—Городецк. В 1745 и 1792 это село было нанесено на атласы Российской империи, а в 1775 году вместе с окрестными сёлами и деревнями включено в Весьегонский уезд. Во второй половине XIX века в сёлах нынешнего Сандовского округа открываются училища (Залужское, Сушигорицкое, Туханское, Лукинское, Карамышевское, Щербоковское), церковно-приходская школа в Сандово, а также Сушигорицкая земская больница, которой в 1889 году стала заведовать Софья Кочурова, одна из первых женщин — врачей Тверской губернии.
В мае 1924 года образована Сандовская волость. В августе 1929 года Сандовская, Лукинская и Топалковская волости образовали Сандовский район, который вошёл в состав Бежецкого округа Московской области.
Первоначально Сандовский район включал следующие сельсоветы: Арханский, Березницкий, Березский, Болотский, Больше-Малинский, Больше-Мякишевский, Больше-Никитинский, Больше-Раменский, Бреховский, Вяжищенский, Гавриловский, Грядский, Давыдовский, Залужский, Иваньковский, Карамышевский, Колюбакинский, Крестовский, Ладожский, Лошицкий, Лукинский, Нивицкий, Орудовский, Павский, Пермьский, Плосковский, Пневский, Пожарский, Пятницкий, Растороповский, Русско-Васильковский, Сандовский, Соснинский, Сушигорицкий, Топалковский, Туханский, Удальский, Щербовский и Якушинский.
В 1932 году районный центр перенесён из села Сандово (которое переименовано в Старое Сандово) в деревню Орудово при железнодорожной станции Сандово. Рядом с железнодорожной станцией, на месте деревни Орудово был построен новый посёлок, который получил название Сандово. В 1935 году Сандовский район включён в Калининскую область.
В годы Великой Отечественной войны Сандовский округ остался в тылу, колхозы и совхозы района поставляли хлеб и скот для фронта. Более 8500 жителей района воевали с немецко-фашистскими захватчиками, более 2000 участников войны были награждены орденами и медалями. Пять жителей района, участвовавших в войне — Звонарёв Степан Демидович, Ершов Василий Александрович, Иванов Александр Михайлович, Рудаков Павел Васильевич, Комаров Иван Михайлович — стали Героями Советского Союза. Жители округа, работавшие в тылу, собрали 5 миллионов рублей на строительство танковой колонны Калининского фронта и звена самолётов имени Лизы Чайкиной.
В феврале 1963 года Сандовский район присоединён к Весьегонскому району, но в январе 1965 года восстановлен. В 1967 году районный центр Сандово стал посёлком городского типа.
До начала муниципальной реформы район в 2005 году район делился на 11 сельских округов: Большемалинский, Вокшинский, Ладожский, Лукинский, Соболинский, Старосандовский, Сушигорицкий, Топалковский, Туханский, Устровский, Караваевский.
В мае 2020 года Законом Тверской области от 23.04.2020 № 21-ЗО Сандовский муниципальный район и входящие в его состав городское и сельские поселения были преобразованы в Сандовский муниципальный округ.

## Население
| 1939   | 1959    | 1970    | 1979    | 1989    | 2002  | 2004  | 2005  | 2006  |
| ------ | ------- | ------- | ------- | ------- | ----- | ----- | ----- | ----- |
| 40 108 | ↘26 688 | ↘17 982 | ↘14 162 | ↘12 495 | ↘9385 | ↗9480 | ↘8600 | ↘8343 |
| 2009   | 2010    | 2011    | 2012    | 2013    | 2014  | 2015  | 2016  | 2017  |
| ↘7547  | ↘6811   | ↘6769   | ↘6534   | ↘6330   | ↘6071 | ↘5918 | ↘5709 | ↘5573 |
| 2018   | 2019    | 2020    | 2021    |         |       |       |       |       |
| ↘5436  | ↘5252   | ↘5133   | ↘5078   |         |       |       |       |       |

Численность населения по предварительным итогам переписи 2010 года составляет 6797 человек, что составляет 0,5 процента от численности населения области. Городское население (жители посёлка Сандово) — 3507 человек (51,6 процента), сельское население — 3290 человек (48,4 процента). В структуре населения около 55 % женщин, около 45 % мужчин. В период между переписями 2002 и 2010 годов население Сандовского района сократилось на 28 %. По темпам убыли населения Сандовский район на первом месте в Тверской области.

### Урбанизация
| Год                          | 1959 | 1970 | 1979 | 1989 | 2002 | 2004 | 2005 | 2006 | 2009 |
| ---------------------------- | ---- | ---- | ---- | ---- | ---- | ---- | ---- | ---- | ---- |
| Процент городского населения | 0,0  | 16,0 | 26,9 | 36,9 | 41,9 | 43,8 | 44,2 | 44,7 | 48,3 |

В городских условиях (Сандово) проживают 61,17 % населения муниципального округа.

### Национальный состав
По итогам переписи населения 2020 года проживали следующие национальности (национальности менее 0,1 % и другое, см. в сноске к строке «Другие»):
| Национальность | Численность, чел. | Доля     |
| -------------- | ----------------- | -------- |
| Русские        | 4873              | 95,96 %  |
| Чеченцы        | 67                | 1,32 %   |
| Украинцы       | 25                | 0,49 %   |
| Другие         | 113               | 2,23 %   |
| Итого          | 5078              | 100,00 % |

## Административно-муниципальное устройство
В 2006 году в муниципальном районе было образовано 1 городское поселение и 5 сельских поселений.
Законом Тверской области от 28 марта 2013 года Старосандовское сельское поселение было упразднено и включено в Топоровское сельское поселение.
До 2020 года в состав Сандовского муниципального района входили 5 муниципальных образований, в том числе 1 городское поселение и 4 сельских поселения:
| №        | Муниципальное образование          | Административный центр | Количество населённых пунктов | Население (чел.) | Площадь (км²) |
| -------- | ---------------------------------- | ---------------------- | ----------------------------- | ---------------- | ------------- |
| 1e-06    | Городские поселения:               |                        |                               |                  |               |
| 1        | посёлок Сандово                    | пгт Сандово            | 1                             | ↗3106            | 4,78          |
| 1.000002 | Сельские поселения:                |                        |                               |                  |               |
| 2        | Большемалинское сельское поселение | село Большое Малинское | 58                            | ↘619             | 538,86        |
| 3        | Лукинское сельское поселение       | село Лукино            | 45                            | ↘504             | 328,89        |
| 4        | Соболинское сельское поселение     | деревня Соболины       | 43                            | ↘551             | 331,63        |
| 5        | Топоровское сельское поселение     | деревня Топорово       | 69                            | ↘510             | 398,68        |

## Населённые пункты
В муниципальном округе насчитывается 215 сельских населённых пунктов и 1 посёлок городского типа.
| №   | Населённый пункт      | Тип                     | Население | муниципальное образование (до 2020 года) |
| --- | --------------------- | ----------------------- | --------- | ---------------------------------------- |
| 1   | Агафоново             | деревня                 | 0         | Топоровское сельское поселение           |
| 2   | Александровский       | хутор                   | 0         | Топоровское сельское поселение           |
| 3   | Александровское       | деревня                 | 5         | Большемалинское сельское поселение       |
| 4   | Андрейцево            | деревня                 | 6         | Топоровское сельское поселение           |
| 5   | Аннинское             | деревня                 | 20        | Лукинское сельское поселение             |
| 6   | Апаркино              | деревня                 | 1         | Большемалинское сельское поселение       |
| 7   | Артемиха              | деревня                 | 10        | Большемалинское сельское поселение       |
| 8   | Арханское             | деревня                 | ↘19       | Топоровское сельское поселение           |
| 9   | Батиха                | деревня                 | 31        | Большемалинское сельское поселение       |
| 10  | Безлы                 | деревня                 | 0         | Соболинское сельское поселение           |
| 11  | Белые Межи            | деревня                 | ↘10       | Лукинское сельское поселение             |
| 12  | Бережок               | деревня                 | 1         | Большемалинское сельское поселение       |
| 13  | Березницы             | деревня                 | 98        | Соболинское сельское поселение           |
| 14  | Березье               | деревня                 | 97        | Топоровское сельское поселение           |
| 15  | Благовещенье          | деревня                 | 12        | Топоровское сельское поселение           |
| 16  | Болота                | деревня                 | 15        | Топоровское сельское поселение           |
| 17  | Большая Каменка       | деревня                 | 0         | Топоровское сельское поселение           |
| 18  | Большая Попиха        | деревня                 | 0         | Топоровское сельское поселение           |
| 19  | Большое Малинское     | деревня                 | ↘116      | Большемалинское сельское поселение       |
| 20  | Большое Никитино      | деревня                 | 22        | Соболинское сельское поселение           |
| 21  | Большое Раменье       | деревня                 | ↘10       | Топоровское сельское поселение           |
| 22  | Большое Сидельниково  | деревня                 | 0         | Топоровское сельское поселение           |
| 23  | Борисково             | деревня                 | 15        | Лукинское сельское поселение             |
| 24  | Боровское             | деревня                 | 5         | Лукинское сельское поселение             |
| 25  | Борок                 | деревня                 | 1         | Лукинское сельское поселение             |
| 26  | Брехово               | деревня                 | 5         | Соболинское сельское поселение           |
| 27  | Бурдомачеха           | деревня                 | 0         | Топоровское сельское поселение           |
| 28  | Веригино              | деревня                 |           | Топоровское сельское поселение           |
| 29  | Ветреное              | деревня                 | 0         | Топоровское сельское поселение           |
| 30  | Вичиха                | деревня                 | 0         | Топоровское сельское поселение           |
| 31  | Вокшино               | деревня                 | 85        | Топоровское сельское поселение           |
| 32  | Ворсино               | деревня                 | 7         | Большемалинское сельское поселение       |
| 33  | Воробей               | деревня                 | 0         | Большемалинское сельское поселение       |
| 34  | Высокуша              | деревня                 | 6         | Топоровское сельское поселение           |
| 35  | Вяжища                | деревня                 | 18        | Топоровское сельское поселение           |
| 36  | Гаврилово             | деревня                 | 14        | Большемалинское сельское поселение       |
| 37  | Гавриловское          | деревня                 | 21        | Лукинское сельское поселение             |
| 38  | Гавшиха               | деревня                 | 1         | Лукинское сельское поселение             |
| 39  | Глебени               | деревня                 | 1         | Большемалинское сельское поселение       |
| 40  | Глебени               | деревня                 | 0         | Лукинское сельское поселение             |
| 41  | Гойморово             | деревня                 | 0         | Соболинское сельское поселение           |
| 42  | Гольцово              | деревня                 | 17        | Большемалинское сельское поселение       |
| 43  | Горка                 | деревня                 | 7         | Большемалинское сельское поселение       |
| 44  | Горка                 | деревня                 | 6         | Соболинское сельское поселение           |
| 45  | Горка                 | деревня                 | 0         | Топоровское сельское поселение           |
| 46  | Городище              | деревня                 | 9         | Лукинское сельское поселение             |
| 47  | Горошково             | деревня                 | 1         | Большемалинское сельское поселение       |
| 48  | Григорово             | деревня                 | 15        | Соболинское сельское поселение           |
| 49  | Григорцево            | деревня                 | 0         | Топоровское сельское поселение           |
| 50  | Грядки                | деревня                 | 1         | Соболинское сельское поселение           |
| 51  | Давыдово              | деревня                 | 19        | Большемалинское сельское поселение       |
| 52  | Дектярка              | деревня                 | 5         | Соболинское сельское поселение           |
| 53  | Детково               | деревня                 | 9         | Большемалинское сельское поселение       |
| 54  | Детково               | деревня                 | 0         | Лукинское сельское поселение             |
| 55  | Детково-Бабарыкино    | деревня                 | ↘11       | Большемалинское сельское поселение       |
| 56  | Дмитровка             | деревня                 | 0         | Топоровское сельское поселение           |
| 57  | Дом Инвалидов         | населённый пункт        | 0         | Большемалинское сельское поселение       |
| 58  | Дремучево             | деревня                 | 1         | Соболинское сельское поселение           |
| 59  | Дроздово              | деревня                 | 6         | Лукинское сельское поселение             |
| 60  | Дупли                 | деревня                 | 5         | Большемалинское сельское поселение       |
| 61  | Дурниково             | деревня                 | 1         | Соболинское сельское поселение           |
| 62  | Дымцево               | деревня                 | 1         | Топоровское сельское поселение           |
| 63  | Дынино                | посёлок при станции     | 0         | Топоровское сельское поселение           |
| 64  | Елизаветино           | деревня                 | 1         | Лукинское сельское поселение             |
| 65  | Ескино                | деревня                 | 0         | Соболинское сельское поселение           |
| 66  | Желонки               | деревня                 | 1         | Большемалинское сельское поселение       |
| 67  | Завражье              | деревня                 | 1         | Топоровское сельское поселение           |
| 68  | Загранье              | деревня                 | 0         | Топоровское сельское поселение           |
| 69  | Заднее                | деревня                 | 1         | Соболинское сельское поселение           |
| 70  | Залужье               | деревня                 | ↘5        | Топоровское сельское поселение           |
| 71  | Запрудье              | деревня                 | 1         | Топоровское сельское поселение           |
| 72  | Заречье               | деревня                 | 11        | Лукинское сельское поселение             |
| 73  | Заручевье             | деревня                 | 7         | Лукинское сельское поселение             |
| 74  | Збудово               | деревня                 | 0         | Лукинское сельское поселение             |
| 75  | Иваньково             | деревня                 | 1         | Большемалинское сельское поселение       |
| 76  | Игуньково             | деревня                 | 0         | Топоровское сельское поселение           |
| 77  | Ильино                | деревня                 | 0         | Соболинское сельское поселение           |
| 78  | Ильино                | деревня                 | 0         | Соболинское сельское поселение           |
| 79  | Искра                 | деревня                 | 1         | Топоровское сельское поселение           |
| 80  | Караваево             | деревня                 | 7         | Лукинское сельское поселение             |
| 81  | Карамышево            | деревня                 | ↘7        | Большемалинское сельское поселение       |
| 82  | Карельское Васильково | деревня                 | 12        | Топоровское сельское поселение           |
| 83  | Карпово               | деревня                 | 0         | Лукинское сельское поселение             |
| 84  | Карповское            | деревня                 | 6         | Топоровское сельское поселение           |
| 85  | Квашонки              | деревня                 | 22        | Соболинское сельское поселение           |
| 86  | Китай Гора            | деревня                 | 9         | Топоровское сельское поселение           |
| 87  | Кольцово              | деревня                 | 10        | Лукинское сельское поселение             |
| 88  | Колюбякино            | деревня                 | 0         | Лукинское сельское поселение             |
| 89  | Косячиха              | деревня                 | 7         | Большемалинское сельское поселение       |
| 90  | Котиха                | деревня                 | 0         | Соболинское сельское поселение           |
| 91  | Коурово               | деревня                 | 7         | Соболинское сельское поселение           |
| 92  | Кресты                | деревня                 | 147       | Лукинское сельское поселение             |
| 93  | Крылово               | деревня                 | 10        | Большемалинское сельское поселение       |
| 94  | Кстинкино             | деревня                 | 0         | Соболинское сельское поселение           |
| 95  | Кузнецкое             | деревня                 | 0         | Топоровское сельское поселение           |
| 96  | Куниково              | деревня                 | 1         | Большемалинское сельское поселение       |
| 97  | Ладожское             | деревня                 | ↘167      | Лукинское сельское поселение             |
| 98  | Логаниха              | деревня                 | 0         | Большемалинское сельское поселение       |
| 99  | Лукино                | село                    | ↘167      | Лукинское сельское поселение             |
| 100 | Лунево                | деревня                 | 5         | Большемалинское сельское поселение       |
| 101 | Лысцево               | деревня                 | 1         | Большемалинское сельское поселение       |
| 102 | Львовское             | деревня                 | 17        | Лукинское сельское поселение             |
| 103 | Макаровское           | деревня                 | 1         | Лукинское сельское поселение             |
| 104 | Малая Попиха          | деревня                 | 0         | Топоровское сельское поселение           |
| 105 | Малая Попишка         | деревня                 | 13        | Топоровское сельское поселение           |
| 106 | Малечкино             | деревня                 | 0         | Соболинское сельское поселение           |
| 107 | Малое Малинское       | деревня                 | 27        | Большемалинское сельское поселение       |
| 108 | Малое Мякишево        | деревня                 | 5         | Топоровское сельское поселение           |
| 109 | Малое Никитино        | деревня                 | 1         | Соболинское сельское поселение           |
| 110 | Малое Сидельниково    | деревня                 | 0         | Топоровское сельское поселение           |
| 111 | Манжуриха             | деревня                 | 0         | Лукинское сельское поселение             |
| 112 | Мантурьево            | деревня                 | 32        | Большемалинское сельское поселение       |
| 113 | Мариниха              | деревня                 | 1         | Большемалинское сельское поселение       |
| 114 | Маслово               | деревня                 | 11        | Соболинское сельское поселение           |
| 115 | Матвейково            | деревня                 | 1         | Большемалинское сельское поселение       |
| 116 | Матвейцево            | деревня                 | 0         | Соболинское сельское поселение           |
| 117 | Медово                | деревня                 | 1         | Топоровское сельское поселение           |
| 118 | Мистелиха             | деревня                 | 0         | Топоровское сельское поселение           |
| 119 | Михеево               | деревня                 | 1         | Топоровское сельское поселение           |
| 120 | Мокей Гора            | деревня                 | 5         | Топоровское сельское поселение           |
| 121 | Молвино               | деревня                 | 5         | Соболинское сельское поселение           |
| 122 | Молоково              | деревня                 | 0         | Соболинское сельское поселение           |
| 123 | Мосеево               | деревня                 | 1         | Топоровское сельское поселение           |
| 124 | Муравино              | деревня                 | 0         | Топоровское сельское поселение           |
| 125 | Мухино                | деревня                 | 14        | Большемалинское сельское поселение       |
| 126 | Надеево               | деревня                 | 1         | Соболинское сельское поселение           |
| 127 | Найденка              | деревня                 | 0         | Топоровское сельское поселение           |
| 128 | Нефедьево             | деревня                 | 11        | Большемалинское сельское поселение       |
| 129 | Нивицы                | деревня                 | 66        | Большемалинское сельское поселение       |
| 130 | Никаниха              | деревня                 | 13        | Большемалинское сельское поселение       |
| 131 | Никиткино             | деревня                 | 0         | Большемалинское сельское поселение       |
| 132 | Никольское            | деревня                 | 8         | Лукинское сельское поселение             |
| 133 | Новая Выставка        | деревня                 | 5         | Лукинское сельское поселение             |
| 134 | Овсище                | деревня                 | 0         | Лукинское сельское поселение             |
| 135 | Ольховец              | деревня                 | 0         | Соболинское сельское поселение           |
| 136 | Остречиха             | деревня                 | 10        | Топоровское сельское поселение           |
| 137 | Отрубнево             | деревня                 | 1         | Большемалинское сельское поселение       |
| 138 | Павское               | деревня                 | ↘7        | Лукинское сельское поселение             |
| 139 | Пальцево              | деревня                 | 1         | Топоровское сельское поселение           |
| 140 | Паншино               | деревня                 | 0         | Лукинское сельское поселение             |
| 141 | Парфеньево            | деревня                 | 0         | Большемалинское сельское поселение       |
| 142 | Парфеньево            | деревня                 | 0         | Топоровское сельское поселение           |
| 143 | Перфильево            | деревня                 | 35        | Лукинское сельское поселение             |
| 144 | Перьми                | деревня                 | 8         | Лукинское сельское поселение             |
| 145 | Песочня               | деревня                 | 1         | Большемалинское сельское поселение       |
| 146 | Петровское            | деревня                 | 0         | Большемалинское сельское поселение       |
| 147 | Петровское            | деревня                 | 20        | Лукинское сельское поселение             |
| 148 | Плосково              | деревня                 | 7         | Большемалинское сельское поселение       |
| 149 | Плосково              | деревня                 | 1         | Лукинское сельское поселение             |
| 150 | Пнево                 | село                    | ↘51       | Большемалинское сельское поселение       |
| 151 | Погорелка             | деревня                 | 5         | Лукинское сельское поселение             |
| 152 | Подберезье            | деревня                 | 0         | Соболинское сельское поселение           |
| 153 | Подгорье              | деревня                 | 1         | Лукинское сельское поселение             |
| 154 | Пожарье               | деревня                 | ↘12       | Большемалинское сельское поселение       |
| 155 | Пономарево            | деревня                 | 32        | Соболинское сельское поселение           |
| 156 | Поцеп                 | деревня                 | 0         | Топоровское сельское поселение           |
| 157 | Починки               | деревня                 | 0         | Большемалинское сельское поселение       |
| 158 | Пропасти              | деревня                 | 1         | Соболинское сельское поселение           |
| 159 | Путилово              | деревня                 | 10        | Лукинское сельское поселение             |
| 160 | Путилово-Зарека       | деревня                 | 5         | Лукинское сельское поселение             |
| 161 | Ражково               | деревня                 | 1         | Топоровское сельское поселение           |
| 162 | Ракитино              | деревня                 | 1         | Соболинское сельское поселение           |
| 163 | Раменец               | деревня                 | 8         | Большемалинское сельское поселение       |
| 164 | Раскопино             | деревня                 | 0         | Топоровское сельское поселение           |
| 165 | Расторопово           | деревня                 | ↘0        | Топоровское сельское поселение           |
| 166 | Рекуша                | деревня                 | ↘1        | Большемалинское сельское поселение       |
| 167 | Речица                | деревня                 | 5         | Большемалинское сельское поселение       |
| 168 | Решетиха              | деревня                 | 12        | Большемалинское сельское поселение       |
| 169 | Родиониха             | деревня                 | 1         | Топоровское сельское поселение           |
| 170 | Рославлево            | деревня                 | 15        | Топоровское сельское поселение           |
| 171 | Русское Васильково    | деревня                 | 6         | Топоровское сельское поселение           |
| 172 | Саваны                | деревня                 | 33        | Соболинское сельское поселение           |
| 173 | Садовая               | деревня                 | 1         | Большемалинское сельское поселение       |
| 174 | Сандово               | посёлок городского типа | ↗3106     | Посёлок Сандово                          |
| 175 | Сельцы                | деревня                 | 15        | Лукинское сельское поселение             |
| 176 | Семёново              | деревня                 | 0         | Лукинское сельское поселение             |
| 177 | Сменцево              | деревня                 | 0         | Топоровское сельское поселение           |
| 178 | Соболины              | деревня                 | ↘243      | Соболинское сельское поселение           |
| 179 | Соснино               | деревня                 | 1         | Топоровское сельское поселение           |
| 180 | Сосновец              | деревня                 | 1         | Соболинское сельское поселение           |
| 181 | Станки                | деревня                 | 1         | Соболинское сельское поселение           |
| 182 | Старая Выставка       | деревня                 | 6         | Лукинское сельское поселение             |
| 183 | Старое Сандово        | село                    | ↘151      | Топоровское сельское поселение           |
| 184 | Столбово              | деревня                 | 1         | Соболинское сельское поселение           |
| 185 | Стулово               | деревня                 | 1         | Соболинское сельское поселение           |
| 186 | Судилово              | деревня                 | 9         | Лукинское сельское поселение             |
| 187 | Сулоиха               | деревня                 | 15        | Большемалинское сельское поселение       |
| 188 | Сухоломово            | деревня                 | 0         | Топоровское сельское поселение           |
| 189 | Сушигорицы            | деревня                 | ↘96       | Большемалинское сельское поселение       |
| 190 | Сыропятово            | деревня                 | 1         | Соболинское сельское поселение           |
| 191 | Тавнежи               | деревня                 | 0         | Топоровское сельское поселение           |
| 192 | Тимхово               | деревня                 | 0         | Топоровское сельское поселение           |
| 193 | Толстиково            | деревня                 | 1         | Топоровское сельское поселение           |
| 194 | Топалки               | деревня                 | 194       | Большемалинское сельское поселение       |
| 195 | Топорово              | деревня                 | 1         | Топоровское сельское поселение           |
| 196 | Топорово              | посёлок при станции     | 154       | Топоровское сельское поселение           |
| 197 | Туково                | деревня                 | 0         | Топоровское сельское поселение           |
| 198 | Тухани                | село                    | ↘113      | Соболинское сельское поселение           |
| 199 | Тюхтово               | деревня                 | 24        | Большемалинское сельское поселение       |
| 200 | Удали                 | деревня                 | 8         | Большемалинское сельское поселение       |
| 201 | Устровка              | деревня                 | ↘44       | Топоровское сельское поселение           |
| 202 | Федосеево             | деревня                 | 5         | Топоровское сельское поселение           |
| 203 | Халамеево             | деревня                 | 0         | Лукинское сельское поселение             |
| 204 | Харовичи              | деревня                 | 24        | Соболинское сельское поселение           |
| 205 | Ховрино               | деревня                 | 1         | Большемалинское сельское поселение       |
| 206 | Холм                  | деревня                 | 9         | Топоровское сельское поселение           |
| 207 | Шерепово              | деревня                 | 24        | Большемалинское сельское поселение       |
| 208 | Шуниха                | деревня                 | 0         | Соболинское сельское поселение           |
| 209 | Щербово               | деревня                 | ↘112      | Соболинское сельское поселение           |
| 210 | Щурово                | деревня                 | 0         | Лукинское сельское поселение             |
| 211 | Югский                | хутор                   | 1         | Лукинское сельское поселение             |
| 212 | Юрьево                | село                    | ↘12       | Топоровское сельское поселение           |
| 213 | Язвиха                | деревня                 | 0         | Большемалинское сельское поселение       |
| 214 | Язвиха                | хутор                   | 6         | Большемалинское сельское поселение       |
| 215 | Якушино               | деревня                 | 5         | Соболинское сельское поселение           |
| 216 | Ярцево                | деревня                 | 0         | Топоровское сельское поселение           |

## Местные органы власти
19 декабря 2016 года единогласным решением депутатов Собрания депутатов Главой Сандовского района избран Грязнов Олег Николаевич.
Бывший глава района — Марина Михайловна Тихомирова, избрана 21 ноября 2004 года, получив 56 процентов голосов избирателей. 11 октября 2016 года, Губернатор Тверской области Игорь Руденя назначил руководителем тверского областного ЗАГСа Марину Михайловну Тихомирову.
21 ноября 2004 года в этот день были проведены выборы Собрания депутатов Сандовского района третьего созыва. Первые после 1993 года выборы проводились 17 ноября 1996 года, вторые — 19 ноября 2000 года. В 2005 году помимо органов власти района избраны также депутаты посёлка Сандово и пяти сельских поселений.

## Экономика

### Сельское хозяйство
Сандовский район — сельскохозяйственный. На 1 января 2002 года в районе было 20 сельскохозяйственных предприятий, 33 крестьянских (фермерских) хозяйств. За сельскохозяйственными предприятиями в районе закреплено 124,7 тыс. га, что составляет 77,8 % территории. Средний размер одного сельскохозяйственного предприятия составлял 5943 га, в том числе 1824 га пашни. По правовой форме — 15 колхозов, четыре сельскохозяйственных производственных кооператива и одно общество с ограниченной ответственностью. 12 хозяйств имели молочно-мясное направление с развитым льноводством, семь — молочно-мясное направление.

### Предприятия
- ОАО Сандовское АТП — Сандовское автотранспортное предприятие (перевозка пассажиров)
- Большемалинский льнозавод в с. Большое Малинское (производство льноволокна)
- ООО «Управляющая компания Альянс», ООО «АЛЬЯНС Сандовские Тепловые Сети» (жилищно-коммунальные услуги)
- ООО Сандовское ДРСУ — дорожное ремонтно-строительное управление (строительство и ремонт дорог)
- ПО «Хлеб» (производство хлеба)
- РАЙПО (торговля, общественное питание)
- ООО «Арм-Росс» (добыча песка, гравия, щебня)

### Природные ресурсы
Леса занимают — 54,6 % территории района. Расчётная лесосека — 103,6 тыс. м³, в том числе 34 тыс. м³ по хвойному хозяйству. Объём лесозаготовок составляет 26,6 тысяч м³.
В районе имеются месторождения торфа и песчано-гравийной смеси.
На территории района имеются охраняемые природные объекты — клюквенные и черничные болота, парки, рощи.

## Транспорт

### Железная дорога
По территории района с юго-запада на северо-восток проходит железная дорога Сонково — Кабожа (участок Овинище II — Пестово), протяжённость железнодорожного пути — примерно 45 километров, станции на территории района — Топорово (85 километр от Сонково), Дынино (92 километр), Сандово (108 километр), Подмошва (119 километр). Через Сандовский район ежедневно ходит пассажирский поезд Сонково — Пестово, но три раза в неделю к нему прицепляют несколько вагонов по маршруту Москва — Пестово (которые от Москвы до Сонково идут в составе поезда Москва — Рыбинск). В летнее время по специальному назначению ходят также поезда до Санкт-Петербурга и Ярославля .

### Автомобильный транспорт
Общая протяжённость автомобильных дорог — 390 километров. Автомобильная дорога Хабоцкое — Молоково — Сандово — граница Вологодской области (далее на Устюжну), ответвляется в Хабоцком от автодороги «Тверь—Бежецк—Весьегонск—Устюжина». Асфальтовое покрытие до Сандово и от Григорово до границы с Вологодской областью. На участке 62+165 — 68+815 км (от Сандово до Григорово) асфальтового покрытия нет, планируется реконструкция. В Сандово имеется автотранспортное предприятие, которое обслуживает 9 постоянных и 3 сезонных маршрута. 140 населённых пунктов Сандовского района имеет автобусное сообщение. Автобус «Тверь—Сандово» (через Рамешки—Бежецк—Красный Холм—Молоково) ходит два раза в сутки, идёт примерно 5 часов 30 минут.

## Социальная сфера

### Здравоохранение
Центральная районная больница расположена в Сандово на улице Софьи Кочуровой. В районе также действуют 3 сельских амбулатории, 29 фельдшерских пунктов, молочная кухня, отделение скорой помощи. По состоянию на 2004 год в системе здравоохранения работает 191 человек.

### Образование
По состоянию на 2004 год в системе образования района работают 290 человек, в школах обучается 888 человек, а в дошкольных учреждениях (детских садах, дошкольных группах) воспитывается 210 детей. Всего в районе 15 общеобразовательных школ, 5 дошкольных учреждений, 2 учреждения дополнительного образования (Дом детского творчества, детско-юношеский клуб физической подготовки. В Сандово также действует музыкальная школа.
Сандовское профессиональное училище № 55 (ПУ-55) проводит готовит мастеров сельскохозяйственного профиля, хозяек усадьбы и поваров — кондитеров.

### Культура, спорт
Библиотечная система включает в себя Центральную районную библиотеку, которая действует с 1932 года, детскую библиотеку и 15 сельских филиалов. По состоянию на 2004 год фонды библиотек составляют 162 тысячи книг, в год обслуживается 7500 читателей.
В Сандово действует районный центр досуга, здание построено в 1984 году, в нём (по данным 2004 года) работают 25 творческих коллективов. В 2003 году в Сандово был открыт после реконструкции Спортивно-молодёжный центр, в нём работают спортивные секции и футбольная команда.

## Достопримечательности

### Городищенский археологический комплекс
Городищенский археологический комплекс расположен у села Городище, площадь около 5 км². Комплекс включает крепость, 2 древних селища и 50 сопок погребальных памятников. Крепость имеет форму трапеции с большим основанием 120 м и высотой природного уступа — 5-8 метров, датируется X—XII веком. Сопки археологического комплекса — словено-вепсские захоронения второй половины 1 тысячелетия нашей эры, имеют круглую форму.

### Усадьбы
- Усадебный комплекс XVIII—XIX веков в селе Ладожское
- Усадебный комплекс (бывшее имение Ухтомских) XVIII—XIX веков в с. Тухани

### Церкви
- Знаменская церковь в д. Сушигорицы (1726)
- Благовещенская церковь в с. Тухани (1789)
- Церковь Рождества Христова в с. Ладожское (1797)
- Успенская церковь в д. Залужье (1821)
- Церковь Митрофания в д. Рекуша (1860)
- Христорождественская церковь в с. Старое Сандово (1865)
- Троицкая церковь в с. Лукино (1875)

## Символика

### Герб
Основой герба Сандовского района является геральдический щит, пересечённый посередине ломаной линией. Верхняя часть герба имеет жёлтый цвет, на ней изображена пчела. В нижней части герба зелёного цвета изображены два листа клевера. Ломаная линия изображает два холма — это связано с тем, что район расположен на возвышенности, в холмистой местности. Жёлтый цвет герба символизирует совершенство, трудолюбие, богатство, зелёный цвет — природную красоту и сельское хозяйство. Пчела символизирует трудолюбие, клевер — природную гармонию и развитость сельского хозяйства.

### Гимн
Гимн района — «В Сандово влюблён я», слова В. А. Финагина.